# كأس نيوزيلندا 1991
كأس نيوزيلندا 1991 (بالإنجليزية: 1991 Chatham Cup) هو موسم من كأس نيوزيلندا. فاز فيه كرايستشرش يونايتد.